# North Mankato (Minnesota)
North Mankato es una ciudad ubicada en el condado de Nicollet en el estado estadounidense de Minnesota. En el Censo de 2010 tenía una población de 13394 habitantes y una densidad poblacional de 864,65 personas por km².

## Geografía
North Mankato se encuentra ubicada en las coordenadas 44°10′50″N 94°2′13″O / 44.18056, -94.03694. Según la Oficina del Censo de los Estados Unidos, North Mankato tiene una superficie total de 15.49 km², de la cual 15.19 km² corresponden a tierra firme y (1.92%) 0.3 km² es agua.

## Demografía
Según el censo de 2010, había 13394 personas residiendo en North Mankato. La densidad de población era de 864,65 hab./km². De los 13394 habitantes, North Mankato estaba compuesto por el 93.89% blancos, el 2.07% eran afroamericanos, el 0.22% eran amerindios, el 1.7% eran asiáticos, el 0.01% eran isleños del Pacífico, el 0.81% eran de otras razas y el 1.31% pertenecían a dos o más razas. Del total de la población el 2.99% eran hispanos o latinos de cualquier raza.